# Miobunus levis
Miobunus levis is een hooiwagen uit de familie Triaenonychidae.